# Vena oftalmica superiore
La vena oftalmica superiore, tra le vene situate nella cavità orbitaria, è quella che presenta il calibro e il diametro maggiore e costituisce una fondamentale via di drenaggio venoso orbitale.
Il suo diametro può variare da 2 a 10 millimetri.

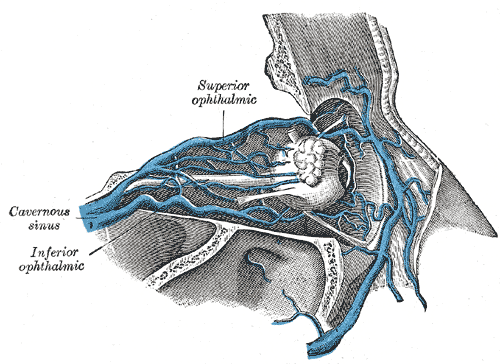
Si osservano le vene oftalmiche superiore e inferiore.

A differenza di altre vene, non presenta valvole.

## Origine e Topografia
Il suo decorso nella regione superiore della cavità orbitaria è corrispondente a quello dell'arteria oftalmica.
Origina, posteriormente all’estremità mediale della palpebra superiore, dalla confluenza della vena nasofrontale con una radice venosa connessa alla vena  sopraorbitaria, la quale unendosi con le vene sopratrocleari, dà origine alla vena angolare che affluisce alla vena  facciale, con cui la vena oftalmica superiore è quindi in comunicazione. Si dirige posteriormente, nell’angolo tra le pareti superiore e mediale dell’orbita, accompagnando l’arteria oftalmica e, dopo aver attraversato la fessura orbitaria superiore, nella sua porzione mediale, sbocca nell’estremità anteriore del seno cavernoso.
Nella maggior parte dei casi però, la vena oftalmica superiore prende anastomosi con la vena oftalmica inferiore, insieme alla quale forma la vena oftalmica che raggiunge il seno cavernoso attraverso la fessura orbitaria superiore. Altre volte, invece le due vene possono aprirsi nel seno cavernoso in modo indipendente.

## Vasi affluenti

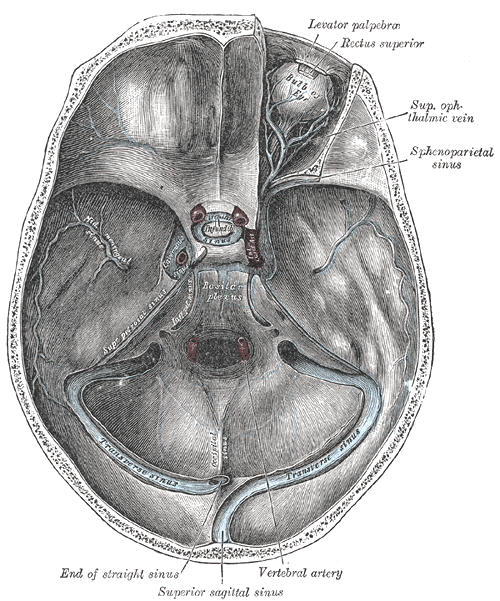
Visione endocranica della vena oftalmica superiore.

I rami affluenti della vena oftalmica superiore sono:
- vena etmoidale anteriore
- vena etmoidale posteriore
- vene vorticose superiori
- vene palpebrali
- vene congiuntivali
- vene ciliari anteriori
- vene ciliari posteriori

## Rapporti con le vicine strutture anatomiche

### Rapporto con i nervi
La vena oftalmica superiore decorre attraverso la fessura orbitaria superiore in stretto rapporto con i seguenti nervi cranici e fibre nervose:
- nervo oculomotore (III paio di nervi cranici)
- nervo trocleare (IV paio di nervi cranici)
- nervo oftalmico (prima branca del nervo trigemino, V paio di nervi cranici)
- nervo abducente (VI paio di nervi cranici)
- fibre simpatiche del plesso cavernoso

### Rapporto con i muscoli
La vena oftalmica superiore decorre in posizione mediale rispetto all'inserzione del tendine del muscolo retto superiore. Inoltre, decorre in posizione diagonale rispetto al bordo laterale del muscolo retto superiore in prossimità dell'anello di Zinn, a livello della faccia posteriore della cavità orbitaria.

## Angiogenesi (Embriologia)
La vena oftalmica superiore si origina dal mesoderma e si differenzia attraverso differenti e molteplici sostanze endogene, tra cui il fattore di crescita dell'endotelio vascolare (VEGF) e il fattore di crescita trasformante β (TGF- β).  Questo processo avviene a partire dalla primitiva vena mascellare durante la nona settimana di gravidanza.

## Patologie
Esistono varie patologie che coinvolgono direttamente o indirettamente la vena oftalmica superiore tra cui: 
- Aumento della pressione intracranica: un aumento del diametro normale della vena è correlato ad un aumento della pressione intracranica che può determinare l'insorgenza di semplici sintomi, come ad esempio cefalee, nausea, vomito, come anche situazioni patologiche fra cui, l'edema della papilla e l'ulcera di Cushing.  La prima può arrivare a causare un oscuramento della vista fino a una possibile perdita di essa, mentre la seconda è un'ulcera, probabilmente causata da un aumento della produzione di succhi gastrici, dovuta a un'eccessiva stimolazione vagale determinata dall'aumento della pressione intracranica.
- Pseudotumore orbitale: questa patologia è causata da un'infezione che provoca la formazione di un edema, che aumentando di dimensione, comprime la vena oftalmica superiore andando a causare una stasi venosa, la quale a sua volta può determinare in casi molto rari, il distacco della coroide.
- Orbitopatia di Graves: questa patologia provoca dei rigonfiamenti a livello delle palpebre che di conseguenza causano una riduzione del flusso sanguigno a livello orbitario, precisamente a livello delle vene oftalmiche. Questa patologia però può essere tenuta sotto controllo o attraverso farmaci o attraverso una decompressione chirurgica senza quindi causare danni permanenti.
- CCF ( Fistola del seno carotide-cavernoso): questa patologia è causata da un afflusso di sangue arterioso proveniente dalla carotide, a livello del seno cavernoso (seno di confluenza venosa). Questa unione provoca un ristagno del sangue venoso, determinato da un aumento pressorio, che porta ad una dilatazione del diametro della vena oftalmica superiore. Questo aumento può, se non trattato in maniera diretta, provocare la perdita della vita al paziente.

## Considerazioni chirurgiche
L'incannulazione diretta della vena oftalmica superiore è un approccio fondamentale per il trattamento delle fistole del seno carotideo-cavernoso indirette (CCF). Quando le tecniche convenzionali di avvolgimento percutaneo falliscono o sono anatomicamente difficili, si può pensare di avere un approccio alla vena oftalmica superiore, in modo da accedere a queste lesioni.
Quella che segue è una breve descrizione del metodo chirurgico:
1. Il paziente viene portato in sala angiografica e adagiato in posizione supina dopo aver conferito il consenso informato.
2. Il viso del paziente viene preparato in modo sterile secondo i protocolli di chirurgia oculoplastica e un anestetico locale viene iniettato a livello della palpebra superiore.
3. Viene eseguita un'incisione a livello della cute, nella piega della palpebra superiore con una lama numero 15. Il setto orbitario viene così inciso con forbici di Westcott o cauterio monopolare.
4. Il grasso pre-aponeurotico viene reciso fino al raggiungimento di un vaso affluente arterializzato dalla vena oftalmica superiore, che può essere seguito fino al tronco principale da essa. Il chirurgo quindi isola, espone ed entra nella parete della vena oftalmica superiore con un angiocatetere.
5. Una volta determinata la posizione del catetere e l'avvolgimento, vengono iniettati agenti embolici liquidi per occludere il seno cavernoso.
6. La vena oftalmica superiore viene obliterata tramite sutura. Nel caso in cui la vena abbia un diametro troppo grande e una parete troppo spessa viene richiusa mediante l'utilizzo della chiusura primaria.
7. Viene eseguita dal chirurgo la chiusura dell'incisura cutanea.

Raramente, l'approccio sopracitato può fallire. In questi casi un'opzione valida è rappresentata dalla puntura percutanea della vena oftalmica inferiore.
In queste procedure chirurgiche la collaborazione tra il chirurgo oftalmico, il neurochirurgo e il radiologo interventista può migliorare i risultati del paziente.

## Misurazione del flusso sanguigno della vena oftalmica superiore
Un metodo approvato e non invasivo per la misurazione del sangue intracranico e dei flussi cerebrospinali è la PC-MRI (risonanza magnetica a contrasto di fase). Attraverso uno studio del 2018 è stato misurato il flusso sanguigno della vena oftalmica superiore tramite questa tecnica, considerata valida. Considerando i risultati piuttosto positivi, probabilmente la tecnica verrà utilizzata con maggiore frequenza in futuro.
Questa tecnica molto innovativa potrebbe sostituire nel corso degli anni la tecnica di imaging vascolare dell'ecografia Doppler che presenta delle limitazioni:
- Necessità di un operatore addestrato per svolgere l'ecografia.
- Necessità di un contatto diretto tra la palpebra e la sonda, che potrebbe influenzare la pressione intraoculare e il flusso sanguigno orbitale.
- La misurazione dei valori del flusso sanguigno è difficoltosa poiché la sezione trasversale del vaso preso in esame non può essere calcolata direttamente.

La PC-MRI invece rende visibile e permette di stimare il flusso sanguigno di una determinata regione senza la necessità di iniettare alcun agente di contrasto.